# Eutelia granvillei
Eutelia granvillei là một loài bướm đêm trong họ Noctuidae.